# Новотроїцьке (Хабаровський район)
Новотро́їцьке (рос. Новотроицкое) — село у складі Хабаровського району Хабаровського краю, Росія. Входить до складу Бичихинського сільського поселення.

## Населення
Населення — 216 осіб (2010; 193 у 2002).
Національний склад (станом на 2002 рік):
- росіяни — 94 %